# 大山温泉
大山温泉（だいせんおんせん）は、鳥取県西伯郡伯耆町丸山中祖にある温泉。北方面へ向かうと大山伽羅温泉がある。

## 泉質
- ナトリウム・カルシウム-塩化物・炭酸水素塩冷鉱泉
  - 泉温　18.6℃

## 温泉地
鳥取の名峰、大山の西麓に一軒宿の「ロイヤルホテル大山」内で湧出している温泉。日帰り入浴可能。
露天風呂にのみ温泉を引いており、大浴場は沸かし湯である。

## 歴史
- 1988年（昭和63年）12月に創業。

## アクセス
- JR山陰本線米子駅よりバスで約30分。

- 米子自動車道溝口インターチェンジより車で約15分。